# Hylaeonympha magoi
Hylaeonympha magoi là một loài chuồn chuồn kim thuộc họ Coenagrionidae. Đây là loài đặc hữu của Venezuela.